# Morris Tyler
Morris Tyler, född 12 augusti 1848, död 4 december 1907, var en amerikansk politiker som var viceguvernör i Connecticut från 1871 till 1873. Detta var under de två senare ettåriga mandatperioder som Marshall Jewell var guvernör. Jewell hade tidigare varit guvernör från 1869 till 1870, men då var Francis Wayland viceguvernör.